# باب کارلند
باب کارلند (انگلیسی: Bob Kurland؛ زاده ۲۳ دسامبر ۱۹۲۴ درگذشته ۲۹ سپتامبر ۲۰۱۳) یک بازیکن بسکتبال اهل ایالات متحده آمریکا بود. 